# El fin de la fe
El fin de la fe (The End of Faith)  es un libro superventas escrito por Sam Harris centrado en la religión organizada, el enfrentamiento entre la fe religiosa y el pensamiento racional y los problemas de la tolerancia con el fundamentalismo religioso.
Harris comienza escribiendo el libro en el que describe como el periodo de "duelo colectivo y estupefacción" que siguió a los ataques terroristas del 11-S. El libro comprende una amplia crítica a todos los estilos de creencias religiosas.
El libro fue publicado por primera vez en agosto de 2004 y obtuvo al año siguiente el primer premio en la categoría no ficción de los premios PEN/Martha Albrand. La edición de bolsillo se publicó en octubre de 2005. Ese mismo mes llegó al cuarto puesto de la lista de best sellers del New York Times y permaneció en la lista durante 33 meses.

## Sinopsis
El fin de la fe comienza con un relato literario de un día en la vida de un terrorista suicida; su último día. En el capítulo introductorio Harris clama por el fin del respeto y la tolerancia por los sistemas de creencias de la religión, los cuales son descritos como "ausentes por completo de evidencias". Al tiempo que se centra en los peligros que plantean los grupos extremistas religiosos que disponen en la actualidad de armas de destrucción masiva, Harris es igualmente crítico con los religiosos moderados.
Harris continúa examinando la naturaleza de las creencias, por sí mismas, el reto que supone la noción de que podemos disfrutar de libertad de creencias en cualquier sentido, cuando "la creencia es una fuente de acción en potencia". En su lugar, señala que para ser útiles, las creencias deben ser todas lógicamente coherentes y verdaderamente representativas del mundo real. En virtud de que las creencias religiosas no dejan lugar a las evidencias empíricas, Harris asocia la religión con una forma de enfermedad mental que permite, dice, "a los hombres que cosechan los frutos de la locura ser considerados como santos". Sostiene que "es un mero accidente histórico que sea considerado normal en nuestra sociedad creer que el Creador del Universo puede escuchar tus oraciones, mientras que es signo de locura pensar que Él se está comunicando contigo en código Morse mientras la lluvia golpea en los cristales de tu habitación".
Harris continúa con un breve repaso de la cristiandad a lo largo de la historia, examinando la Inquisición y la persecución histórica de brujas y judíos. Entiende que, lejos de ser una aberración, la tortura de herejes era, simplemente, una expresión lógica de la doctrina cristiana que, dice, estaba plenamente justificada por hombres como San Agustín. Yendo más lejos, Harris ve el Holocausto como esencialmente inspirado en el tradicional antisemitismo cristiano. A sabiendas o no, dice, "los nazis eran agentes religiosos".
Posiblemente el aspecto más controvertido de El Fin de la Fe es un compromiso ineludible con la crítica del Islam, el cual es descrito como un "culto a la muerte". Harris deduce un claro enlace entre las enseñanzas islámicas y atrocidades terroristas tales como los ataques del 11-S, algo que sostiene con cinco páginas de citas del Corán, todas ellas ensalzando el uso de la violencia. También presenta algunos datos de la Investigación Pew que muestran el significativo porcentaje de musulmanes a lo largo del mundo que justificarían los ataques suicidas como una táctica legítima. En un ataque a lo que denomina "la izquierda sin razón", Harris critica a Noam Chomsky, entre otros, por asignar, desde su punto de vista, toda la culpa de tales actitudes a la política de exteriores de los Estados Unidos.[cita requerida]
Por otra parte, Harris hace una crítica por igual a la derecha cristiana de los Estados Unidos por su influencia en áreas tales como el sexo, la política de prohibición de drogas en los Estados Unidos, la investigación con células madre y la prevención del sida en el Tercer Mundo. En lo que ve como una constante tendencia hacia la teocracia, Harris critica fuertemente a personajes relevantes del poder legislativo y el poder judicial por lo que percibe como una desvergonzada carencia de separación iglesia-estado en sus diversos dominios. 
A continuación, Harris describe lo que denomina una "ciencia del bien y del mal", un acercamiento racional a la ética que, afirma, debe versar necesariamente sobre cuestiones de la felicidad y el sufrimiento humanos. Habla sobre la necesidad de sostener "comunidades morales", empresa en la que no tendrían lugar identidades como "salvado" o "maldito". Sin embargo Harris es crítico con las posturas del relativismo moral y también con lo que llama "la falsa elección del pacifismo". En un controvertido pasaje, compara las cuestiones éticas del daño colateral y la tortura durante la guerra. Concluye que los daños colaterales son éticamente más problemáticos. "Si no estamos dispuestos a torturar, tampoco deberíamos estarlo para las guerras modernas", escribe Harris.
Finalmente, Harris vuelve a la espiritualidad, donde tiene lugar su inspiración para las prácticas de las religiones orientales, arguyendo que en lo que a la espiritualidad occidental se refiere, "parece que nos hemos subido a hombros de enanos". Harris discute la naturaleza de la conciencia y como nuestro sentido del "yo" puede emplearse para las técnicas de la meditación. Para apoyar esta afirmación, Harris cita a místicos orientales como Padmasambhava, aunque no admite ningún elemento sobrenatural en sus argumentaciones. "El misticismo es una empresa racional", dice, "la religión, no". Harris establece que es posible que la experiencia que tenemos del mundo se "transforme radicalmente", pero debemos hablar de ello en "términos racionales".

Los únicos ángeles que necesitamos invocar son los de nuestra mejor naturaleza: la razón, la honestidad y el amor. Los únicos demonios que debemos temer son aquellos que se esconden en el interior de cada mente humana: la ignorancia, el odio, la codicia y la fe, que es seguramente la obra maestra del demonio.

## Respuesta
En una reseña de Free Inquiry, el editor Tom Flynn alegó que Harris había permitido que sus argumentos llegaran a ser  turbados por su política personal y su uso del lenguaje espiritual. Harris describió más tarde la reseña de Flynn como "una mezcolanza engañosa y, definitivamente, exasperante". Otra reseña de David Boulton para New Humanist, también se describía el libro como un "exceso de sorprendentes exageraciones y simplificaciones".
Escribiendo para The Independent, Johann Hari fue una gran defensora, pero también expresó considerables reservas sobre las tendencias políticas de Harris y reveló como no daba crédito cuando leía el final del capítulo sobre espiritualidad, particularmente las sugerencias respecto al uso de las drogas. Otras reseñas ampliamente alentadoras han llegado de Natalie Angier, Daniel Blue, y Stephanie Merritt. Richard Dawkins también ha apoyado el libro.
Hay revisiones críticas de cristianos incluyendo las de R. Albert Mohler, Jr. para The Christian Post, y Matthew Simpson para Christianity Today.
La edición de bolsillo de El fin de la fe se publicó en 2005, conteniendo un nuevo apartado en el que Harris respondía a las críticas que había suscitado la primera edición.
El libro Carta a una nación cristiana, de 2006, fue escrito como una completa respuesta al escrito que recibió tras la publicación de El fin de la fe.